# Клаусниц
Клаусниц (њем. Claußnitz) општина је у њемачкој савезној држави Саксонија. Једно је од 61 општинског средишта округа Средња Саксонија. Према процјени из 2010. у општини је живјело 3.380 становника. Посједује регионалну шифру (AGS) 14522070.

## Географски и демографски подаци
Клаусниц се налази у савезној држави Саксонија у округу Средња Саксонија. Општина се налази на надморској висини од 309 метара. Површина општине износи 21,2 km². У самом мјесту је, према процјени из 2010. године, живјело 3.380 становника. Просјечна густина становништва износи 159 становника/km².

## Међународна сарадња
| Мјесто | Држава   | Врста сарадње | Од    |
| ------ | -------- | ------------- | ----- |
|        | Словачка | контакт       | 2000. |
| Извор  |          |               |       |